# Pachycnema melanospila
Pachycnema melanospila är en skalbaggsart som beskrevs av Hermann Burmeister 1844. Pachycnema melanospila ingår i släktet Pachycnema och familjen Melolonthidae. Inga underarter finns listade i Catalogue of Life.